# 四堡书坊建筑
25°54′30″N 116°42′00″E / 25.90833°N 116.70000°E
四堡书坊建筑位于中国福建省连城县四堡乡，主要分布于中南、四桥、雾阁、田茶四个行政村，是中国保存最完整的古代雕版印刷业遗迹。2001年被列为第五批全国重点文物保护单位。
四堡雕版印刷业始于宋代，兴盛于明清，是明清时期中国四大雕版印刷地之一。现在四堡乡保存有明清时期书坊建筑八十余处，其中重要的有林兰堂、林兰集记、林兰仪记、大光书局、子仁屋等。这些建筑大多以耐火砖砌成，建筑格局多为四合院。另外还保存有古代雕版五千余块以及切书架、切书刀、墨盘、墨缸等印刷工具。